# Дам'ян Шишковський
Дам'ян Шишковський (мак. Дамјан Шишковски, нар. 18 березня 1995, Скоп'є) — македонський футболіст, воротар кіпрського клубу «Докса» та національної збірної Північної Македонії.

## Клубна кар'єра
Народився 18 березня 1995 року в місті Скоп'є. Вихованець футбольної школи клубу «Работнічкі». Дорослу футбольну кар'єру розпочав 2011 року в основній команді того ж клубу, в якій провів вісім сезонів, взявши участь у 75 матчах чемпіонату і виграв з командою «золотий дубль» у сезоні 2013/14. Також 2015 року недовго перебував в оренді в бельгійському «Генті», але був лише третім воротарем і на поле не виходив.
З 2018 року по сезону Шишковський грав у складі фінських команд «Лахті» та «РоПС», після чого повернувся в рідні «Работнічкі».
До складу клубу «Докса» приєднався 2020 року. Станом на 18 травня 2021 року відіграв за клуб з Катокопії 32 матчі в національному чемпіонаті.

## Виступи за збірні
2010 року дебютував у складі юнацької збірної Македонії (U-17), загалом на юнацькому рівні взяв участь у 12 іграх.
Протягом 2014–2017 років залучався до складу молодіжної збірної Македонії. На молодіжному рівні зіграв у 8 офіційних матчах, пропустив 12 голів.
5 вересня 2020 року дебютував в офіційних матчах у складі національної збірної Північної Македонії в грі Ліги націй УЄФА проти Вірменії (2:1).
У травні 2021 року Шишковський був включений до заявки збірної на дебютний для неї чемпіонат Європи 2020 року.

## Титули і досягнення
- Чемпіон Македонії (1):

«Работнічкі»: 2013/14
- Володар Кубка Македонії (1):

«Работнічкі»: 2013/14
- Володар Кубка Вірменії (1):

«Арарат-Вірменія»: 2023/24